# Sceloporus spinosus
La lagartija espinosa mexicana (Sceloporus spinosus) es una especie de saurópsido escamoso de la familia Phrynosomatidae, endémica de México.

## Descripción
El color de fondo de esta especie es un verde oliváceo claro y opaco (a veces amarillento). En el medio de su superficie dorsal cuenta con una serie de barras transversales, ocho o nueve en total, desde la cabeza hasta el borde de los brazos y que continúan en la cola.

## Subespecies
Cuenta con tres subespecies:
- Sceloporus spinosus apicalis (Smith & Smith, 1951)
- Sceloporus spinosus caeruleopunctatus (Smith, 1936)
- Sceloporus spinosus spinosus (Wiegmann, 1828)